# El grafógrafo
El grafógrafo es una recopilación de cuentos pertenecientes al escritor mexicano Salvador Elizondo publicada en 1972. El título viene de uno de los cuentos, el cual es una reflexión sobre la escritura misma, pensaba el autor que Lavista, Paulina. «En voz de Salvador Elizondo - Presentación». «es un texto del cual no se puede ir más allá».
Salvador Elizondo fue un autor que perteneció a la vanguardia literaria, y es este libro de cuentos una muestra con lo más pulido de su experimentación artística en la literatura.